# Теодосије I
Флавије Теодосије (лат. Flavius Theodosius, рођ. 11. јануар 347, Хиспанија — умро 17. јануар, 395. Медиолан) познатији као Теодосије I или Теодосије Велики, био је римски цар од 379. до своје смрти 395. године. Теодосије је последњи цар који је владао уједињеним римским царством. Током своје владавине, Теодосије је био приморан да води два крвава грађанска рата против узурпатора Магнуса и Евгенија.
Његова владавина веома је битна у религијском смислу будући да је 380. године Теодосије донео едикт којим је никејско хришћанство проглашено за једину званичну религију у Римском царству. Теодосије је забранио многе паганске ритуале а између осталог, укинуо и ред весталки у Риму и одржавање олимпијских игара у Грчкој.
Теодосије се сматра свецем у оријенталној и православној цркви, а његов празник је 17. јануар.

## Порекло и младост
Теодосије је рођен 11. јануара 347. године у хиспанском граду Кауки (данас Кока у Кастиљи и Леону) као син Теодосија Старијег и Термантије. Отац му је био војсковођа у служби цара Валентинијана I и са успехом је 368/9. ратовао против варвара у римској Британији. Након тога цар је поставио Теодосија Старијег за врховног заповедника римске коњице у западном делу царства (лат. magister equitum). О Теодосијевој младости и образовању не зна се много. Историчари цркве, Сократ и Созомен, забележили су да је Теодосије одгајен у духу учења о једносушности Оца и Сина, утврђеног на Првом васељенском сабору у Никеји 325. године. Други податак сачуван је у Епитимома Псеудо-Виктора по којима је будући цар био скромно образован у погледу књижевности и сродних наука, али је увек показивао велико интересовање за историју .
У периоду када му је отац достигао врхунац војничке каријере и Теодосије је добио команду над војним одредима провинције Прве Мезије (лат. dux Moesia Primae) (373/4) где се прославио победом над Сарматима. Међутим, када је 375. Валентинијан I изненада умро дошло је до борбе између војсковођа око вршења регентства у име младих царевих наследника Грацијана и Валентинијана II. У тим међусобицама Теодосије Старији је погубљен, док је његов истоимени син морао да се повуче из јавног живота и склони се на породично имање у Хиспанији околини Сеуте. У овом периоду политичког егзила Теодосије се оженио Елијом Флавијом Флацилом која је такође припадала хиспанороманској аристократији. Елија Флацила је Теодосију родила прво кратковеку ћеркицу Пулхерију (умрла око 385.), а затим и синове Аркадија (рођ. 377. или 378.) и доцније Хонорија (рођ. 384. год.).

## Ступање на престо
До важне промене у Теодосијевом животу дошло је након битке код Хадријанопоља где су Готи, првобитно примљени у римску Тракију као бегунци пред Хунима, 9. августа 378. тешко поразили и убили Грацијановог стрица Валенса. Грацијан, који се у време катастрофалне битке налазио у Сирмију (данашња Сремска Митровица) недуго пошто је добио вести послао је по Теодосија који је у јесен 378. вероватно добио команду над римском војском источне половине царства (magister militum per Orientem?). Пошто је Теодосије убрзо остварио вредну победу над подунавским Сарматима 19. јануара 379. војска окупљена у Сирмију га је извикала за августа источног дела царства. Ни у данашњој историографији није у потпуности јасно да ли је Теодосијево уздизање у савладара било првобитна Грацијанова идеја или је западноримски цар просто морао да се сложи са свршеним чином. Било како било, Теодосије је током читаве владе остао лојалан представницима легитимне Валентинијанове династије. Са друге стране, Грацијан је већ имао доста проблема са Аламанима и Вандалима на горњем Дунаву и Рајни, тако да је желео способног и лојалног савладара који би обновио границу на доњем Дунаву и решио проблем одметнутих Гота.

## Готски рат
По доласку на Балкан, Теодосије је свој штаб утврдио у Солуну, једној од царских резиденција истока. Ту је уз помоћ пробраних официра почео да поново окупља и увежбава мобилну војску римског Балкана која је нарочито страдала током битке код Хадријанопоља. До краја 379. војска је бар бројчано опорављена ригорозном регрутацијом римског становништва, довожењем одреда из далеког Египта, али и пријемом готских и других варварских најамника и дезертера. Тек у пролеће 380, након што се опоравио од тешке болести, Теодосије је могао да изведе на бојно поље војску која вероватно није прелазила 10.000 ратника. Првих неколико мањих сукоба са Фритигерновим Готима завршили су се неповољно по Римљане, али ни Готи који су похрлили у Македонију и Тесалију нису могли да заузму утврђене градове. Са друге стране, Грацијан је одбио напад друге веће готске скупине, предвођене Алатејем и Сафраксом на Панонију и у јесен 380. два цара су у Сирмију разматрали будуће заједничке акције против Гота. Да би подигао сопствени углед и веру у коначан успех, Теодосије је пред сам крај 380. тријумфално ушао у Константинопољ, источноримску престоницу коју је сада по први пут посетио. У јануару 381. цар је ништа мање помпезно примио испред градских капија старог и сада политички безазленог готског поглавара Атанариха, некадашњег Фритигерновог ривала. Атанарихово потчињавање Теодосију требало је да улије Готима утисак о снази и важности новог римског цара, док су грађани Цариграда најпосле посведочили церемонијалном Теодосијевом тријумфу над старим непријатељем царства. Убрзо је времешни Атанарих преминуо и Теодосије је организовао краљевску сахрану, док су малобројни готски ратници из Атанарихове пратње ступили у римску службу.
Почетком ратне сезоне 381. Грацијанове војсковође Баутон и Арбогаст су потисли Фритигернове ратнике из Илирика и Македоније назад у Тракију. Након ових догађаја Фритигерна извори више не спомињу можда зато што је, слично Атанариху некада, услед серије војних пораза изгубио важну улогу међу готским поглаварима. Током 382. Готи су плански потиснути у већ опустошене делове Тракије где су услед несташице на крају морали да се прихвате преговора са римским властима. Теодосије и Грацијан нису успели да војним средствима униште или протерају Готе, што је, с обзиром на римску политику регрутовања варвара, можда било исувише скупо и са војне стране нерационално с обзиром на сталну потребу царске војске за новим регрутима. Готи, коју су само формално били у потчињеном положају, закључили су 3. октобра 382. године савез са Теодосијевим изасланицима. Супротно пракси, која је подразумевала да се поражени варвари делом раселе као колони, делом продају у робље, Готи су постали римски савезници тј унутар самог царства су добили право да формирају сопствену заједницу у оквиру које су могли да наставе да живе под својим поглаварима и у складу са својим обичајима. Заузврат, од готских поглавара, који су се заклели цару на верност, очекивало се да по потреби шаљу своје војне одреде.

## Смрт
Теодосије је патио од болести која је обухватала јак едем. Умро је у Медиолануму (Милано) 17. јануара 395. године, и његово тело је лежало у тамошњој палати четрдесет дана. Његова сахрана је одржана у катедрали 25. фебруара. Епископ Амвросије је у присуству Стилихона и Хонорија произнео панегирик с насловом De obitu Theodosii у коме Амвросије велича Теодосијево сузбијање паганства.
Његово тело је 8. новембра 395. године пренето у Цариград, где је, према Chronicon Paschale, сахрањен у цркви Светих Апостола. Он је обожен лат. Divus Theodosius. Сахрањен је у порфирном саркофагу који је у 10. веку описао Константин VII Порфирогенит у свом делу De Ceremoniis.